# Maud (Teksas)
Maud je grad u američkoj saveznoj državi Teksas. Prema popisu stanovništva iz 2010. u njemu je živjelo 1.056 stanovnika.